# マレーン・アピッツ
マレーン・アピッツ（Mareen Apitz、女性、1987年3月26日 - ）は、ドイツの元バレーボール選手。ポジションはセッター。元ドイツ代表。

## 来歴
2006年、ドイツ代表に初選出される。2006/07シーズンにドイツ・ブンデスリーガで優勝を果たす。2007年、欧州選手権に出場した。
2011年、ワールドグランプリで代表へ復帰し、同年9月の欧州選手権で銀メダルを獲得した。同年11月のワールドカップではレギーナ・ブルヒアルトとともに2枚替えで起用され、6位入賞した。
2014年のモントルーバレーマスターズではレギュラーとして活躍し、初優勝に大きく貢献した。同年9-10月の世界選手権に出場した。2014-15シーズンに在籍していたRCカンヌでは江畑幸子とはチームメイトであった。
2016/17シーズンからドレスナーSCに3シーズンぶりに復帰した。

## 球歴
- 世界選手権 - 2014年（9位）
- ワールドカップ - 2011年（6位）
- 欧州選手権 - 2007年（6位）、2011年（2位）
- ワールドグランプリ - 2011年（13位）、2014年（11位）

## 所属クラブ
- ドレスナーSC（2006-2014年）
- RCカンヌ（2014-2015年）
- アゼリョル・バクー（2015-2016年）
- ドレスナーSC（2016-2020年）